# 12 mai 1993
Le mercredi 12 mai 1993 est le 132e jour de l'année 1993.

## Naissances
- Albert Iaroulline, joueur de hockey sur glace russe
- Alejandra Usquiano, archère colombienne
- Ali Price, joueur international écossais de rugby à XV
- Colton Parayko, hockeyeur sur glace canadien
- Hilde Fenne, biathlète norvégienne
- Joshua Jones, joueur de rugby à XIII anglais
- Weverson Leandro Oliveira Moura, joueur de football brésilien
- Ondřej Rybín, cycliste tchèque
- Pauliena Rooijakkers, cycliste néerlandaise
- Ronan Ricaille, joueur français de rink hockey
- Timo Horn, footballeur allemand
- Tobias Badila, joueur de football français
- Tomoya Inukai, joueur de football japonais
- Wendy Holdener, skieuse alpine suisse

## Décès
- Armand Ohlen (né le 22 octobre 1913), personnalité politique française
- Evert Dolman (né le 22 février 1946), coureur cycliste néerlandais
- Stanisław Baran (né le 26 avril 1920), footballeur polonais
- Toragorō Ariga (né en 1890), photographe japonais
- Ulf Palme (né le 18 octobre 1920), acteur et metteur en scène suédois
- Zeno Colò (né le 30 juin 1920), skieur alpin italien

## Événements
- Création de la communauté de communes du Val de Meurthe
- Finale de la coupe d'Europe des vainqueurs de coupe de football 1992-1993
- Création des réserves écologiques André-Linteau, André-Michaux, de l'Aigle-à-Tête-Blanche et du Père-Louis-Marie